# Випадок з Полиніним
«Випадок з Полиніним» (рос. «Случай с Полыниным») — радянський художній фільм 1970 року режисера  Олексія Сахаров  про Німецько-радянську війну.

## Сюжет
Листопад 1941 року. У Москві відбувся парад на Червоній площі. На Карельський фронт приїжджає фронтова акторська бригада. Командир авіаполку полковник Полинін (що воював в Іспанії разом з Грицько) закохується в молоду двадцятисемирічну актрису Галину Прокоф'єву. А його переводять під Москву.

## У ролях
| Актор                  | Роль                                         |
| ---------------------- | -------------------------------------------- |
| Анастасія Вертинська   | актриса Галина Прокоф'єва                    |
| Олег Єфремов           | полковник Полинін командир авіаційного полку |
| Олег Табаков           | Віктор Балакірєв                             |
| Олександр Ханов        | Балакірєв-старший                            |
| Георгій Бурков         | Грицько зам. командира авіаполку             |
| Белла Манякіна         | Маша актриса                                 |
| Нонна Мордюкова        | Дуся Кузьмичова                              |
| Лев Дуров              | Кларк                                        |
| Юрій Прокопович        | льотчик                                      |
| Володимир Кашпур       | начальник патруля                            |
| Олександр Пороховщиков | англієць                                     |
| Михайло Глузський      | генерал                                      |
| Станіслав Бородокін    | актор                                        |
| Валентин Брилєєв       | актор фронтового театру                      |
| Володимир Коваль       | актор                                        |

## Знімальна група
- Режисер:  Олексій Сахаров
- Сценаристи:  Олексій Сахаров,  Костянтин Симонов
- Оператори: Генрі Абрамян,  Микола Немоляєв
- Художник-постановник:  Фелікс Ясюкевич
- Композитор:  Юрій Левітін